# Grand Prix de Plouay féminin 2017
La 19e édition du Grand Prix de Plouay féminin a eu lieu le 26 août 2017. Il s'agit de la dix-huitième manche de l'UCI World Tour féminin. L'épreuve est remportée par la Britannique Elizabeth Deignan.

## Parcours
Le parcours en circuit est constitué de quatre tours de 26,9 km suivis d'un tour de 13,9 km, soit un total de 121,5 km.
Les coureuses empruntent la côte du Lézot, avant de prendre la direction de Kerscoulic puis Pont-Neuf. Ils longent alors le Scorff, passent à Pont-Calleck et près de la chapelle Sainte-Anne de Berné. Le circuit revient vers Pont-Neuf avant d'emprunter le Minojenn du Calvaire. Il finit par la côte de Ty Marrec, située à seulement 4 km de l'arrivée.

## Favorites

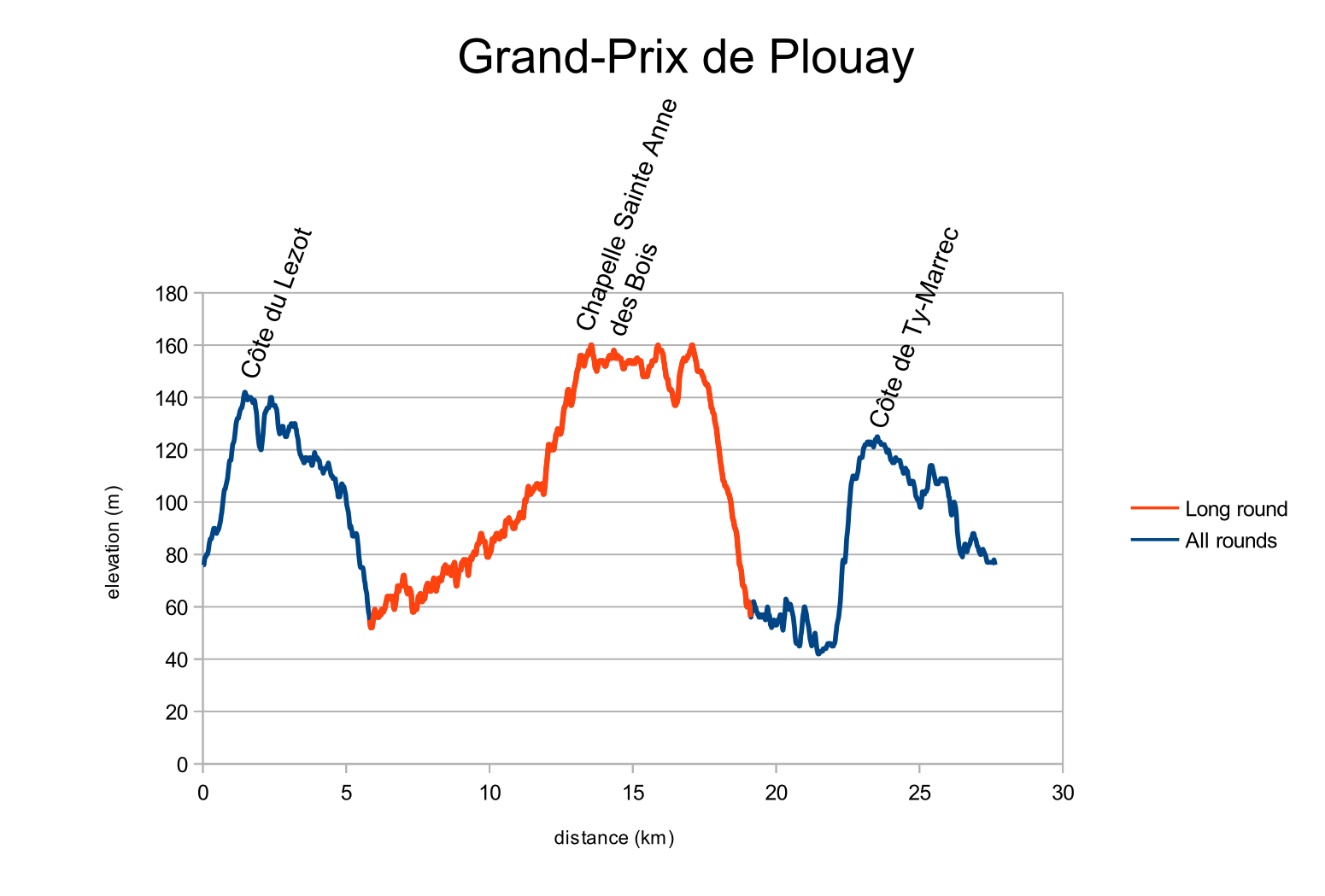
Profil du parcours

Le classement World Tour est serré au départ de cette manche. Anna van der Breggen devance de peu Katarzyna Niewiadoma, Annemiek van Vleuten et Coryn Rivera, qui toutes peuvent l'emporter. L'équipe Boels Dolmans se présente au départ avec trois favorites : Elizabeth Deignan, vainqueur en 2015, Megan Guarnier, vainqueur du classement World Tour 2016 et donc Anna van der Breggen. La formation Sunweb se présente avec Coryn Rivera, qui peut compter sur Leah Kirchmann dans le final. Chez WM3 ni Marianne Vos, ni Katarzyna Niewiadoma ne sont au départ. Chez Orica-Scott, Annemiek van Vleuten n'est finalement pas présente. Amanda Spratt est donc leader de l'équipe. Légèrement plus loin au classement UCI World Tour, Elisa Longo Borghini aime les parcours vallonné et compte briller. Enfin, l'équipe Canyon-SRAM se présente avec Pauline Ferrand-Prévot qui est en forme et Elena Cecchini, deuxième en 2016.

## Équipes
Vingt équipes UCI et deux sélections nationales prennent le départ de la course. 
| Équipes féminines professionnelles (20)- Alé Cipollini Galassia - BePink Cogeas - Bizkaia-Durango - Boels Dolmans - BTC City Ljubljana - Canyon-SRAM - Cervélo Bigla - Cylance Pro Cycling - Drops - FDJ-Nouvelle Aquitaine-Futuroscope - Lointek - Orica-Scott - Parkhotel Valkenburg-Destil Cycling Team - SAS-Macogep - Servetto Giusta - Sunweb - Team Tibco-Silicon Valley Bank - Wiggle High5 - WM3 Pro Cycling - Team WNT Équipes nationales (2)- Australie - France |
| |

## Récit de la course
Riejanne Markus est la première à s'échapper dans la deuxième ascension de la côte de Ty Marrec. Elle est suivie par Katia Ragusa. Elles sont cependant reprises. Dans la côte de Ty Marrec, Elisa Longo Borghini et Rossella Ratto accélèrent mais ne parviennent pas à creuser l'écart. Anna van der Breggen imprime un rythme soutenu lors de la montée suivant de la côte du Lezot et produit une sélection importante dans le peloton. Il est réduit à une quarantaine d'unités. Hannah Barnes attaque ensuite. Elle est rejointe par Janneke Ensing. Leur avance est cependant réduite à néant par Anna van der Breggen. Claudia Lichtenberg passe également à l'attaque mais tout rentre dans l'ordre dans la côte de Ty Marrec. Sur cet avant-dernier passage, Pauline Ferrand-Prévot part avec les autres favorites dans son sillage : Elizabeth Deignan, Ashleigh Moolman, Anna van der Breggen et Elisa Longo Borghini. Coryn Rivera n'a pas réussi à suivre le rythme. Alors que ce groupe semblait destiner à se disputer la victoire, la mauvaise entente et les efforts des équipes Orica-Scott et Sunweb provoquent le regroupement au pied de la côte de Lezot. Audrey Cordon, Tiffany Cromwell, Karol-Ann Canuel et Eugénie Duval tentent tour à tour leur chance, mais le peloton se présente grouper au pied de la dernière ascension de Ty Marrec. Au plus dur de la côte, Elizabeth Deignan surgit accompagnée seulement par Pauline Ferrand-Prévot. Leur avance grandit rapidement. Au sprint, Elizabeth Deignan s'impose facilement devant la Française. Le sprint du peloton est gagné par Sarah Roy devant Eugenia Bujak et Elena Cecchini.

## Classements

### Classement final
| \| Classement général \| Classement général \| Classement général \| Classement général \| Classement général \| \| Coureuse \| Coureuse \| Pays \| Équipe \| Temps \| \| ------------------ \| ---------------------- \| ------------------ \| ------------------------- \| ------------------ \| \| 1re \| Lizzie Deignan \| Royaume-Uni \| Boels Dolmans \| 3 h 07 min 29 s \| \| 2e \| Pauline Ferrand-Prévot \| France \| Canyon-SRAM Racing \| + 2 s \| \| 3e \| Sarah Roy \| Australie \| Orica-Scott \| + 10 s \| \| 4e \| Eugenia Bujak \| Pologne \| BTC City Ljubljana \| + 10 s \| \| 5e \| Elena Cecchini \| Italie \| Canyon-SRAM Racing \| + 10 s \| \| 6e \| Sheyla Gutiérrez \| Espagne \| Cylance \| + 10 s \| \| 7e \| Lauren Stephens \| États-Unis \| Tibco-Silicon Valley Bank \| + 10 s \| \| 8e \| Íngrid Drexel \| Mexique \| Tibco-Silicon Valley Bank \| + 10 s \| \| 9e \| Danielle King \| Royaume-Uni \| Cylance \| + 10 s \| \| 10e \| Polona Batagelj \| Slovénie \| BTC City Ljubljana \| + 10 s \| |                        |             |                           |                 |
| |                        |             |                           |                 |
| Source : ProCyclingStats |                        |             |                           |                 |
| Classement général |                        |             |                           |                 |
| Coureuse | Coureuse               | Pays        | Équipe                    | Temps           |
| 1re | Lizzie Deignan         | Royaume-Uni | Boels Dolmans             | 3 h 07 min 29 s |
| 2e | Pauline Ferrand-Prévot | France      | Canyon-SRAM Racing        | + 2 s           |
| 3e | Sarah Roy              | Australie   | Orica-Scott               | + 10 s          |
| 4e | Eugenia Bujak          | Pologne     | BTC City Ljubljana        | + 10 s          |
| 5e | Elena Cecchini         | Italie      | Canyon-SRAM Racing        | + 10 s          |
| 6e | Sheyla Gutiérrez       | Espagne     | Cylance                   | + 10 s          |
| 7e | Lauren Stephens        | États-Unis  | Tibco-Silicon Valley Bank | + 10 s          |
| 8e | Íngrid Drexel          | Mexique     | Tibco-Silicon Valley Bank | + 10 s          |
| 9e | Danielle King          | Royaume-Uni | Cylance                   | + 10 s          |
| 10e | Polona Batagelj        | Slovénie    | BTC City Ljubljana        | + 10 s          |

### UCI World Tour
| Position,          | 1er | 2e  | 3e | 4e | 5e | 6e | 7e | 8e | 9e | 10e | 11e | 12e | 13e | 14e | 15e | 16e | 17e | 18e | 19e | 20e |
| Classement général | 120 | 100 | 85 | 70 | 60 | 50 | 40 | 35 | 30 | 25  | 20  | 18  | 16  | 14  | 12  | 10  | 8   | 6   | 4   | 2   |

## Liste des participantes
| Légende | Légende                                                                    | Légende | Légende                                                    |
| ------- | -------------------------------------------------------------------------- | ------- | ---------------------------------------------------------- |
| Num     | Dossard de départ porté par le coureur sur ce Grand Prix de Plouay         | Pos     | Position à l'arrivée de la course                          |
|         | Indique un maillot de champion national ou mondial, suivi de sa spécialité | NP      | Indique un coureur qui n'a pas pris le départ de la course |
| AB      | Indique un coureur qui n'a pas terminé la course                           | HD      | Indique un coureur qui a terminé la course hors des délais |

| BTC City Ljubljana BTC           | BTC City Ljubljana BTC         | BTC City Ljubljana BTC |
| -------------------------------- | ------------------------------ | ---------------------- |
| Num                              | Coureur                        | Pos                    |
| 1                                | Eugenia Bujak (POL)            | 4e                     |
| 2                                | Hanna Nilsson (SWE)            | 21e                    |
| 3                                | Anna Zita Maria Stricker (ITA) | 60e                    |
| 4                                | Polona Batagelj (SLO) (route)  | 10e                    |
| 5                                | Ursa Pintar (SLO)              | 20e                    |
| 6                                | Jelena Eric (SRB) (route)      | AB                     |
| Directeur sportif : Gorazd Penko |                                |                        |

| Orica-Scott ORS                | Orica-Scott ORS      | Orica-Scott ORS |
| ------------------------------ | -------------------- | --------------- |
| Num                            | Coureur              | Pos             |
| 11                             | Jessica Allen (AUS)  | 66e             |
| 12                             | Amanda Spratt (AUS)  | 24e             |
| 13                             | Gracie Elvin (AUS)   | 58e             |
| 14                             | Sarah Roy (AUS)      | 3e              |
| 15                             | Rachel Neylan (AUS)  | 18e             |
| 16                             | Jenelle Crooks (AUS) | 64e             |
| Directeur sportif : Gene Bates |                      |                 |

| WM3                                   | WM3                    | WM3 |
| ------------------------------------- | ---------------------- | --- |
| Num                                   | Coureur                | Pos |
| 21                                    | Rotem Gafinovitz (ISR) | AB  |
| 22                                    | Lauren Kitchen (AUS)   | 78e |
| 23                                    | Anouska Koster (NED)   | 32e |
| 24                                    | Anna Plichta (POL)     | 75e |
| 25                                    | Riejanne Markus (NED)  | 80e |
| Directeur sportif : Jeroen Blijlevens |                        |     |

| Alé Cipollini ALE                       | Alé Cipollini ALE    | Alé Cipollini ALE |
| --------------------------------------- | -------------------- | ----------------- |
| Num                                     | Coureur              | Pos               |
| 31                                      | Chloe Hosking (AUS)  | 25e               |
| 32                                      | Janneke Ensing (NED) | 14e               |
| 33                                      | Carlee Taylor (AUS)  | 85e               |
| 34                                      | Soraya Paladin (ITA) | 41e               |
| 35                                      | Daiva Tušlaitė (LTU) | 53e               |
| 36                                      | Anna Trevisi (ITA)   | AB                |
| Directeur sportif : Fortunato Lacquanti |                      |                   |

| Canyon-SRAM Racing LPR          | Canyon-SRAM Racing LPR       | Canyon-SRAM Racing LPR |
| ------------------------------- | ---------------------------- | ---------------------- |
| Num                             | Coureur                      | Pos                    |
| 41                              | Christa Riffel (GER)         | 55e                    |
| 42                              | Hannah Barnes (GBR)          | 61e                    |
| 43                              | Elena Cecchini (ITA )        | 5e                     |
| 44                              | Tiffany Cromwell (AUS)       | 28e                    |
| 45                              | Pauline Ferrand-Prévot (FRA) | 2e                     |
| 46                              | Lisa Brennauer (GER)         | 57e                    |
| Directeur sportif : Ronny Lauke |                              |                        |

| Cervélo Bigla CBT                  | Cervélo Bigla CBT               | Cervélo Bigla CBT |
| ---------------------------------- | ------------------------------- | ----------------- |
| Num                                | Coureur                         | Pos               |
| 51                                 | Ashleigh Moolman (RSA)          | 11e               |
| 52                                 | Cecilie Uttrup Ludwig (DEN)     | 39e               |
| 53                                 | Christina Perchtold (AUT)       | HD                |
| 54                                 | Stephanie Pohl (GER)            | NP                |
| 55                                 | Gabriella Pilote-Fortin (CAN)   | 79e               |
| 56                                 | Nicole Hanselmann (SUI) (route) | 74e               |
| Directeur sportif : Thomas Campana |                                 |                   |

| Cylance CPC                        | Cylance CPC                         | Cylance CPC |
| ---------------------------------- | ----------------------------------- | ----------- |
| Num                                | Coureur                             | Pos         |
| 61                                 | Kristabel Doebel-Hickok (USA)       | 49e         |
| 62                                 | Małgorzata Jasińska (POL)           | 27e         |
| 63                                 | Rossella Ratto (ITA )               | 23e         |
| 64                                 | Danielle King (GBR )                | 9e          |
| 65                                 | Sheyla Gutierrez Ruiz (ESP) (route) | 6e          |
| 66                                 | Willeke Knol (NED )                 | AB          |
| Directeur sportif : Manel Lacambra |                                     |             |

| Boels Dolmans DLT              | Boels Dolmans DLT          | Boels Dolmans DLT |
| ------------------------------ | -------------------------- | ----------------- |
| Num                            | Coureur                    | Pos               |
| 71                             | Elizabeth Deignan (GBR)    | 1re               |
| 72                             | Anna van der Breggen (NED) | 19e               |
| 73                             | Karol-Ann Canuel (CAN)     | 40e               |
| 74                             | Megan Guarnier (USA)       | 22e               |
| 75                             | Katarzyna Pawłowska (POL)  | HD                |
| 76                             | Jip van den Bos (NED)      | AB                |
| Directeur sportif : Danny Stam |                            |                   |

| Parkhotel Valkenburg-Destil PVD | Parkhotel Valkenburg-Destil PVD | Parkhotel Valkenburg-Destil PVD |
| ------------------------------- | ------------------------------- | ------------------------------- |
| Num                             | Coureur                         | Pos                             |
| 81                              | Pauliena Rooijakkers (NED)      | 81e                             |
| 83                              | Esther van Veen (NED)           | 52e                             |
| 84                              | Nina Buysman (NED)              | 63e                             |
| 85                              | Hanna Solovey (UKR)             | 29e                             |
| 86                              | Nicole Steigenga (NED)          | 84e                             |
| Directeur sportif : Raymond Rol |                                 |                                 |

| FDJ-Nouvelle Aquitaine-Futuroscope FUT | FDJ-Nouvelle Aquitaine-Futuroscope FUT | FDJ-Nouvelle Aquitaine-Futuroscope FUT |
| -------------------------------------- | -------------------------------------- | -------------------------------------- |
| Num                                    | Coureur                                | Pos                                    |
| 91                                     | Shara Gillow (AUS)                     | 13e                                    |
| 92                                     | Eri Yonamine (JPN) (route)             | 71e                                    |
| 93                                     | Séverine Eraud (FRA)                   | 68e                                    |
| 94                                     | Aude Biannic (FRA)                     | 17e                                    |
| 95                                     | Eugénie Duval (FRA)                    | 31e                                    |
| 96                                     | Charlotte Bravard (FRA) (route)        | 37e                                    |
| Directeur sportif : Nicolas Marche     |                                        |                                        |

| Wiggle High5 WHT                  | Wiggle High5 WHT                   | Wiggle High5 WHT |
| --------------------------------- | ---------------------------------- | ---------------- |
| Num                               | Coureur                            | Pos              |
| 101                               | Elisa Longo Borghini (ITA) (route) | 34e              |
| 102                               | Giorgia Bronzini (ITA)             | 15e              |
| 103                               | Audrey Cordon (FRA)                | 36e              |
| 104                               | Claudia Lichtenberg (GER)          | 33e              |
| 105                               | Amy Cure (AUS)                     | HD               |
| 106                               | Amy Roberts (GBR)                  | AB               |
| Directeur sportif : Martin Vestby |                                    |                  |

| Sélection nationale australienne  | Sélection nationale australienne | Sélection nationale australienne |
| --------------------------------- | -------------------------------- | -------------------------------- |
| Num                               | Coureur                          | Pos                              |
| 111                               | Lisen Hockings (AUS)             | 62e                              |
| 112                               | Lucy Kennedy (AUS)               | 38e                              |
| 113                               | Shannon Malseed (AUS)            | 69e                              |
| 114                               | Grace Brown (AUS)                | 86e                              |
| 115                               | Jessica Pratt (AUS)              | NP                               |
| 116                               | Louisa Lobings (AUS)             | AB                               |
| Directeur sportif : Martin Barras |                                  |                                  |

| Bizkaia - Durango BPD                   | Bizkaia - Durango BPD          | Bizkaia - Durango BPD |
| --------------------------------------- | ------------------------------ | --------------------- |
| Num                                     | Coureur                        | Pos                   |
| 121                                     | Clara Playan (ESP)             | AB                    |
| 122                                     | Lourdes Oyarbide Jimenez (ESP) | 54e                   |
| 123                                     | Lorena Llamas (ESP)            | 72e                   |
| 125                                     | Spela Kern (SLO)               | 77e                   |
| 126                                     | Lierni Lekuona (ESP)           | AB                    |
| Directeur sportif : Agurtzane Elorriaga |                                |                       |

| Tibco-Silicon Valley Bank TIB     | Tibco-Silicon Valley Bank TIB | Tibco-Silicon Valley Bank TIB |
| --------------------------------- | ----------------------------- | ----------------------------- |
| Num                               | Coureur                       | Pos                           |
| 131                               | Lauren Stephens (USA)         | 7e                            |
| 132                               | Lex Albrecht (CAN)            | 42e                           |
| 133                               | Ingrid Drexel (MEX)           | 8e                            |
| 134                               | Kathrin Hammes (GER)          | 35e                           |
| 136                               | Brianna Walle (USA)           | 88e                           |
| Directeur sportif : Edward Beamon |                               |                               |

| Sunweb SUN                          | Sunweb SUN            | Sunweb SUN |
| ----------------------------------- | --------------------- | ---------- |
| Num                                 | Coureur               | Pos        |
| 141                                 | Leah Kirchmann (CAN)  | 45e        |
| 142                                 | Juliette Labous (FRA) | 50e        |
| 143                                 | Liane Lippert (GER)   | 43e        |
| 144                                 | Coryn Rivera (USA)    | 26e        |
| 145                                 | Rozanne Slik (NED)    | 46e        |
| 146                                 | Julia Soek (NED)      | AB         |
| Directeur sportif : Hans Timmermans |                       |            |

| Servetto Giusta SER               | Servetto Giusta SER     | Servetto Giusta SER |
| --------------------------------- | ----------------------- | ------------------- |
| Num                               | Coureur                 | Pos                 |
| 151                               | Anna Potokina (RUS)     | 93e                 |
| 152                               | Natalya Sokovnina (KAZ) | AB                  |
| 153                               | Kseniia Dobrynina (RUS) | 89e                 |
| 154                               | Ana Sanabria (COL)      | HD                  |
| 155                               | Jennifer Cesar (VEN)    | AB                  |
| Directeur sportif : Dario Rossino |                         |                     |

| Lointek LTK                          | Lointek LTK                  | Lointek LTK |
| ------------------------------------ | ---------------------------- | ----------- |
| Num                                  | Coureur                      | Pos         |
| 161                                  | Lucía González (ESP)         | 82e         |
| 162                                  | Alicia González (ESP)        | 47e         |
| 163                                  | Alba Teruel (ESP)            | 48e         |
| 164                                  | Beatriu Gómez Franquet (ESP) |             |
| 165                                  | Cristina Martínez (ESP)      | 83e         |
| 166                                  | Ariadna Trias (ESP)          | AB          |
| Directeur sportif : Manuel Campesino |                              |             |

| WNT                             | WNT                    | WNT |
| ------------------------------- | ---------------------- | --- |
| Num                             | Coureur                | Pos |
| 171                             | Anna Badegruber (AUT)  | AB  |
| 172                             | Gabriella Shaw (GBR)   | AB  |
| 173                             | Natalie Grinczer (GBR) | 56e |
| 174                             | Eileen Roe (GBR)       | AB  |
| 175                             | Hayley Simmonds (GBR)  | 44e |
| 176                             | Rebecca Carter (NED)   | AB  |
| Directeur sportif : Graeme Herd |                        |     |

| Drops DRP                        | Drops DRP                    | Drops DRP |
| -------------------------------- | ---------------------------- | --------- |
| Num                              | Coureur                      | Pos       |
| 181                              | Alice Barnes (GBR)           | 59e       |
| 182                              | Rebecca Durrell (GBR)        | HD        |
| 183                              | Ann-Sophie Duyck (BEL)       | 12e       |
| 184                              | Martina Ritter (AUT) (route) | 30e       |
| 185                              | Laura Massey (GBR)           | 70e       |
| 186                              | Lucy Shaw (GBR)              | AB        |
| Directeur sportif : Paul Freeman |                              |           |

| SAS-Macogep SAS                              | SAS-Macogep SAS          | SAS-Macogep SAS |
| -------------------------------------------- | ------------------------ | --------------- |
| Num                                          | Coureur                  | Pos             |
| 191                                          | Pauline Allin (FRA)      | 92e             |
| 192                                          | Irena Ossola (FRA)       | 65e             |
| 194                                          | Frédérique Larose (CAN)  | 94e             |
| 195                                          | Véronique Bilodeau (CAN) | 91e             |
| 196                                          | Emma Bedard (CAN)        | AB              |
| Directeur sportif : Jean-Christophe Barbotin |                          |                 |

| Bepink BPK                        | Bepink BPK                   | Bepink BPK |
| --------------------------------- | ---------------------------- | ---------- |
| Num                               | Coureur                      | Pos        |
| 201                               | Tatina Shamanova (RUS)       | AB         |
| 202                               | Alison Jackson (CAN)         | 16e        |
| 203                               | Francesca Pattaro (ITA)      | AB         |
| 204                               | Tereza Medvedova (SVK)       | HD         |
| 205                               | Nikola Noskova (CZE) (route) | 73e        |
| 206                               | Katia Ragusa (ITA)           | 76e        |
| Directeur sportif : Sigrid Corneo |                              |            |

| Sélection nationale française       | Sélection nationale française | Sélection nationale française |
| ----------------------------------- | ----------------------------- | ----------------------------- |
| Num                                 | Coureur                       | Pos                           |
| 211                                 | Laura Asencio (FRA)           | 87e                           |
| 212                                 | Ophélie Fenart (FRA)          | AB                            |
| 213                                 | Maëlle Grossetête (FRA)       | 67e                           |
| 214                                 | Marion Sicot (FRA)            | 51e                           |
| 215                                 | Marine Strappazzon (FRA)      | 90e                           |
| 216                                 | Fanny Zambon (FRA)            | AB                            |
| Directeur sportif : Julien Guiborel |                               |                               |

Source.

## Primes
Les primes suivantes sont attribuées :
| Position | 1er     | 2e    | 3e    | 4e    | 5e    | 6e    | 7e    | 8e    | 9e    | 10e   |
| Prix     | 1 128 € | 846 € | 564 € | 338 € | 282 € | 254 € | 225 € | 198 € | 169 € | 141 € |

Les places allant de 11 à 15 sont dotées de 113 €, celles de 16 à 20 de 84 €.